# Duncan Tappy
Pour les articles homonymes, voir Tappy.
Duncan Tappy, né le 26 juin 1984 à Kingston upon Thames en Angleterre, est un pilote de course automobile anglais. Il participe à des épreuves d'endurance au volant de Sport-prototypes dans des championnats tels que le WeatherTech SportsCar Championship, l'European Le Mans Series, l'Asian Le Mans Series et la Michelin Le Mans Cup.

## Carrière

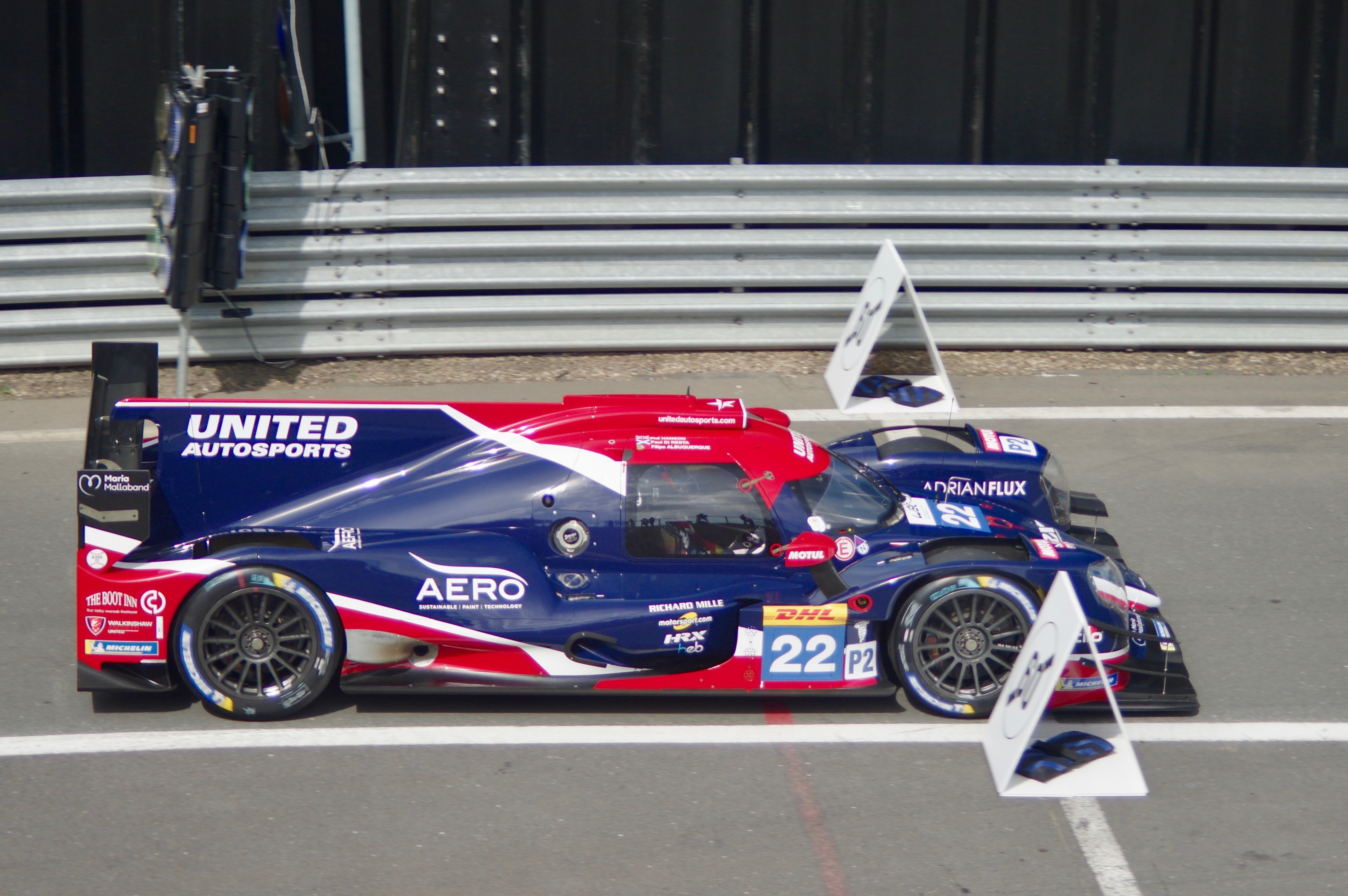
Une Oreca 07 de l'écurie américano-britannique United Autosports.

En 2022, après de nombreuses saisons au volant de Ligier JS P320 concourant dans la catégorie LMP3 dans différents championnats, Duncan Tappy, toujours au sein de l'écurie américano-britannique United Autosports, s'engage dans le championnat European Le Mans Series au volant d'une Oreca 07 en catégorie LMP2. Il a comme coéquipiers les pilotes britanniques Tom Gamble et Philip Hanson. United Autosports est également engagé dans le championnat américain WeatherTech SportsCar Championship et y fait rouler une Oreca 07 pour les quatre courses de l'IMSA Michelin Endurance Cup. Will Owen et Philip Hanson participent à la manche inaugurale de ce championnat, les 24 Heures de Daytona. Ces mêmes pilotes sont également engagés dans le Championnat du monde d'endurance FIA et souhaitent donner la priorité à celui-ci. De ce fait, bénéficiant d'une place libre, Duncan Tappy a l'occasion de participer pour la première fois aux 12 Heures de Sebring.

## Palmarès

### Résultats enWeatherTech SportsCar Championship
| Année | Écurie            | Châssis  | Moteur                     | Classe | 1   | 2   | 3     | 4   | 5   | 6   | 7   | 8   | Position | Points |
| ----- | ----------------- | -------- | -------------------------- | ------ | --- | --- | ----- | --- | --- | --- | --- | --- | -------- | ------ |
| 2022  | United Autosports | Oreca 07 | Gibson GK428 4,2 L V8 Atmo | LMP2   | DAY | DAY | SEB 5 | MOH | WGL | MOS | ELK | ATL | *        | *      |
| 2022  | United Autosports | Oreca 07 | Gibson GK428 4,2 L V8 Atmo | LMP2   | Q   | R   | SEB 5 | MOH | WGL | MOS | ELK | ATL | *        | *      |

* Saison en cours.

### Résultats enEuropean Le Mans Series
| Année | Ecurie            | Châssis        | Moteur                       | Classe | 1      | 2     | 3      | 4      | 5     | 6      | Position | Points |
| ----- | ----------------- | -------------- | ---------------------------- | ------ | ------ | ----- | ------ | ------ | ----- | ------ | -------- | ------ |
| 2008  | Rollcentre Racing | Pescarolo 01   | Judd GV5.5 S2 5,5 l V10 Atmo | LMP1   | CAT    | MON 7 | SPA    | NUR    | SIL   |        | 19e      | 2      |
| 2020  | United Autosports | Ligier JS P320 | Nissan VK56 5,6 l V8 Atmo    | LMP3   | LEC 7  | SPA 5 | LEC 2  | MON 11 | POR 2 |        | 6e       | 46.5   |
| 2021  | United Autosports | Ligier JS P320 | Nissan VK56 5,6 l V8 Atmo    | LMP3   | BAR 10 | RBR 9 | LEC 13 | MON 10 | SPA 8 | POR 10 | 25e      | 25     |
| 2022  | United Autosports | Oreca 07       | Gibson GK428 4,2 L V8 Atmo   | LMP2   | LEC    | IMO   | MON    | BAR    | SPA   | POR    | *        | *      |

* Saison en cours.

### Résultats enAsian Le Mans Series
| Année | Ecurie            | Châssis        | Moteur                    | Classe | 1     | 2     | 3     | 4     | Position | Points |
| ----- | ----------------- | -------------- | ------------------------- | ------ | ----- | ----- | ----- | ----- | -------- | ------ |
| 2021  | United Autosports | Ligier JS P320 | Nissan VK56 5,6 l V8 Atmo | LMP3   | DUB 3 | DUB 5 | ABU 3 | ABU 2 | 2e       | 58     |